# Da Doo Ron Ron
„Da Doo Ron Ron“ je píseň americké dívčí skupiny The Crystals, poprvé vydaná v dubnu 1963 u vydavatelství Philles Records. Jejími autory jsou producent Phil Spector, zpěvačka Ellie Greenwich a zpěvák Jeff Barry. V žebříčku Billboard Hot 100 se píseň umístila na třetím místě. Později píseň nahráli například Dave Edmunds, Shaun Cassidy, Iain Matthews nebo americká hudebnice Maureen Tuckerová, která ji vydala na svém EP s názvem GRL-GRUP.